# هجمات الرياض 2020
كانت هجمات الرياض عام 2020 هجومًا بصواريخ كروز وطائرات مسيرة نفذه المتمردون الحوثيون في 23 يونيو 2020. تم اعتراض الصواريخ الباليستية والطائرات المسيرة في الجو قبل وصولها إلى أهدافها من قبل قوات الدفاع الجوي الملكي السعودي. استهدف الهجوم، بحسب جماعة الحوثي، مطار الملك خالد ومقر وزارة الدفاع بالعاصمة السعودية الرياض.
أفاد التحالف بقيادة السعودية عن اعتراض 8 طائرات مسيرة تابعة للحوثيين و3 صواريخ باليستية أُطلقت على الرياض. وبحسب رويترز: «سُمع دوي انفجارين في الرياض وتصاعد الدخان في السماء»، لكن «لم يكن هناك ما يشير إلى حدوث أضرار في جانب مبنى وزارة الدفاع الذي يمكن رؤيته من الطريق الرئيسي أو أي مبان محيطة به». وساد الهدوء المنطقة مساء الثلاثاء، مع تدفقات مرور عادية ولا إجراءات أمنية إضافية.
وبحسب المتحدث باسم التحالف العميد تركي المالكي، هجوم الحوثيين كان «عملاً عدائياً متعمداً يستهدف المدنيين».

## خلفية
في مارس 2018 استهدفت قوات الحوثي الرياض بهجمات صاروخية. ذكرت رويترز أن القوات السعودية قالت إنها أسقطت ثلاثة صواريخ فوق الرياض قبل منتصف الليل بقليل. سقط حطام على منزل بالعاصمة مما أسفر عن مقتل مصري وإصابة اثنين آخرين.
في يونيو 2019 أطلق الحوثيون صواريخ كروز على مطار أبها الدولي وقتلوا مدنياً سورياً وجرحوا 47 آخرين.
في سبتمبر 2019، شنت القوات الإيرانية هجوماً على منشأة الطاقة السعودية في بقيق-خريص.
خلال الحرب الأهلية المستمرة في اليمن والتدخل السعودي في اليمن، كانت قوات الحوثي تحقق مكاسب إقليمية في محافظة الجوف ومأرب. ويعتبر المحللون الهجوم تصعيدا كبيرا في الحرب وسببًا للسعودية لإعادة النظر في «قوتها العسكرية».

## الهجمات
وبحسب الحوثيين، فقد استهدف الهجوم 5 مواقع في السعودية واليمن:
- مطار الملك خالد ومقر وزارة الدفاع في الرياض، المملكة العربية السعودية.
- الأصول العسكرية للتحالف الذي تقوده السعودية في نجران بالمملكة العربية السعودية.
- مطار أبها بخميس مشيط السعودية.
- الأصول العسكرية للتحالف الذي تقوده السعودية في جيزان بالمملكة العربية السعودية.
- قاعدتا تداوين والرويك في مأرب باليمن.[2]

ولم ترد انباء عن وقوع اصابات.

## ردود الفعل
- الولايات المتحدة - أكدت سفارة الولايات المتحدة في السعودية نبأ وقوع «هجمات صاروخية وطائرات مسيرة» في الرياض، ودعت لاتخاذ الاحتياطات اللازمة. وحثت السفارة الناس على اتخاذ إجراءات دفاعية «إذا كنت بالخارج، ابحث عن غطاء على الفور». وأكد هذا البيان احتمال الهجوم وسط مخاوف من مزيد من موجات الهجمات على السعودية.